# Spridning (fysik)

Plana vattenvågor sprids vid ett grund

Termen spridning används inom fysiken för interaktioner mellan vågor eller partiklar med materia. Vanligtvis avlänkas det inkommande till andra riktningar. Vid elastisk spridning är den utgående energin lika med den inkommande energin, i motsats till inelastisk spridning.
Många experiment inom kärnfysik eller partikelfysik går ut på att bestämma differentiell träffyta, det vill säga kollisionstvärsnitt som funktion av spridningsvinkel för olika projektiler och vid olika energier.

## Spridning av partiklar
- Rutherford-spridning - laddade partiklar som sprids från ett litet, massivt och laddat spridningscentrum

## Spridning av ljus och röntgenstrålning
- Comptonspridning - fotonkrock med en elektron
- Rayleigh-spridning - spridning av elektromagnetisk strålning orsakat av bundna elektroner
- Thomsonspridning - spridning av elektromagnetisk strålning mot fri laddad partikel i vila, när fotonenergin < elektronens vilomassa
- Ramanspridning - inelastisk spridning genom interaktion med exciterad materia